# Comuna Velîke Ustea, Sosnîțea
Velîke Ustea (în ucraineană Велике Устя) este o comună în raionul Sosnîțea, regiunea Cernihiv, Ucraina, formată din satele Dolînske și Velîke Ustea (reședința).

## Demografie
Componența lingvistică a comunei Velîke Ustea
     Ucraineană (98,71%)
     Alte limbi (1,03%)
Conform recensământului din 2001, majoritatea populației comunei Velîke Ustea era vorbitoare de ucraineană (98,71%), existând în minoritate și vorbitori de alte limbi.